# Тотализм
Тотали́зм — совокупность представлений об обществе как социальном организме, построенном по единому образцу, имеющем абсолютно одинаковые нормы и правила поведения для всех людей, а также это социальный идеал всеобщего единообразия, к которому тоталисты пытаются приблизиться, чтобы установить своё материальное и духовное господство над другими людьми.
Термин «тотализм» (в отличие от «тоталитаризма» как государственного режима) по отношению к негосударственным идеологическим движениям и организациям, желающим тотального контроля над человеческим поведением и мышлением, был употреблён в книге 1961 года «Реформа мышления и психология тотализма» (Thought Reform and the Psychology of Totalism) американским психиатром Робертом Лифтоном, исследователем психологических последствий войн и политического насилия. Позже теории Лифтона и Эдгара Шейна о «тотализме» и «реформировании мышления» («промывании мозгов», «принудительном убеждении») были адаптированы в работах таких психологов, как Маргарет Сингер и Стивена Хассена, для использования по отношению к некоторым религиозным и другим группам. По мнению психолога Дика Энтони, теории о насильственном вмешательстве религиозных групп в психику своих членов впоследствии были признаны большинством учёных псевдонаучными.

## В массовой культуре
В одной из крупнейших модификаций компьютерной игры Hearts of Iron IV Kaiserreich: Legacy of the Weltkrieg присутствует движение под названием «тотализм» («тоталитарный социализм»), которое привлекает многих настоящих фашистов XX века, таких как Освальд Мосли, Бенито Муссолини и прочих, которые, вместо того чтобы быть крайне правыми, являются сторонниками того, что по сути является массовым сталинизмом.